# Pintac
Pintac ist eine südfranzösische Gemeinde mit nur noch 22 Einwohnern (Stand 1. Januar 2022) im Département Hautes-Pyrénées in der Region Okzitanien.

## Lage und Klima
Die Gemeinde Pintac liegt im Pyrenäenvorland in einer Höhe von ungefähr 370 m. Die nächstgelegene Stadt Tarbes befindet sich ca. zwölf Kilometer südöstlich. An der östlichen Gemeindegrenze verläuft das Flüsschen Géline. Das Klima ist gemäßigt bis warm; Regen (ca. 865 mm/Jahr) fällt hauptsächlich im Winterhalbjahr.

## Bevölkerungsentwicklung
| Jahr      | 1800 | 1851 | 1901 | 1954 | 1999 | 2016 |
| --------- | ---- | ---- | ---- | ---- | ---- | ---- |
| Einwohner | 81   | 90   | 53   | 49   | 27   | 23   |

Wegen der durch die Reblauskrise im Weinbau ausgelösten Landflucht und der zunehmenden Mechanisierung der Landwirtschaft ging die Einwohnerzahl der Gemeinde seit der Mitte des 19. Jahrhunderts kontinuierlich zurück.

## Wirtschaft
Das Gemeindegebiet ist nahezu flach und wird nahezu ausschließlich landwirtschaftlich genutzt.

## Geschichte
Vom Mittelalter bis zum Beginn der Französischen Revolution gehört die Gemeinde zur historischen Provinz Bigorre.